# Rebecca Ann King
Rebecca Ann King, née le 14 avril 1950 à Hancock dans l'Iowa aux États-Unis, est couronnée Miss Metro Denver en 1973, puis Miss Colorado (en) 1973 et enfin Miss America 1974.

## Source de la traduction
- (en) Cet article est partiellement ou en totalité issu de l’article de Wikipédia en anglais intitulé « Rebecca Ann King » (voir la liste des auteurs).